# Ёкояма, Мицутэру
Мицутэру Ёкояма (яп. 横山 光輝 Ёкояма Мицутэру, 18 июня 1934 года, Кобэ — 15 апреля 2004 года, Токио) — известный мангака (художник, рисующий японские комиксы). Некоторые из его работ, включая Tetsujin 28-go (на западе известная как Gigantor), Giant Robo, Akakage, Otenba Tenshi, Babel II, Mahoutsukai Sally («Ведьма Салли») и Cosmic Baton Girl Comet-san были экранизированы в качестве аниме-сериалов. Главной работой его жизни была 60-томная манга Sangokushi, пересказ классического китайского романа «Троецарствие», за которую он получил награду «Manga Artists Association» в 1991 году.
Ёкояма погиб во время пожара в его доме в Токио. Он был найден в постели с множеством ожогов и умер 16 часов спустя в больнице недалеко от дома.